# Агафонова, Ирина Витальевна
Ирина Витальевна Агафонова (род. 2 июля 1971, Брянск, РСФСР, СССР) — российский врач и государственный деятель. Заместитель губернатора Брянской области (2021). Заслуженный врач РФ (2021). Кандидат медицинских наук. 

## Биография
В 1996 году окончила Курский государственный медицинский институт. В 2007 году окончила Брянский государственный университет по специальности Юриспруденция. В 1996—1997 годах врач-дерматовенеролог Областного кожно-венерологического диспансера города Брянска.
В 1997—2006 годах врач-дерматовенеролог медико-санитарной части ГУВД МВД России по Брянской области.
В 2006 году врач-дерматовенеролог иммунно-аллергического отделения ГУЗ «Брянского клинико-диагностического центра». В 2008 году присуждена ученая степень кандидат медицинских наук.
В 2010—2021 годах главный врач ГАУЗ «Брянской городской поликлиники № 1». В 2014 году избрана депутатом «Брянского городского Совета народных депутатов» пятого созыва, по списку партии Единая России, отказавшись от мандата.
В 2019—2020 годах депутат Брянской областной Думы седьмого созыва по списку партии Единая Россия, досрочно прекратила полномочия депутата, передав мандат Валентину Субботу.
В марте 2021 году избрана председателем Общественного совета при главе города Брянск Марины Дбар. В августе 2021 делегат XX съезда Единой России.
С 19 по 24 сентября 2021 годах избранный депутат Государственной думы VIII созыва по списку Единой России, с отказом от мандата, передав его Николаю Щеголеву.
24 сентября 2021 назначена заместителем Губернатора Брянской области Александра Богомаза.
21 декабря 2021 указом президента России Владимира Путина присвоено почётное звание «Заслуженный врач Российской Федерации».